# Skärkind
Skärkind är en småort i Norrköpings kommun och kyrkby i Skärkinds socken, belägen cirka 20 km sydväst om Norrköping. 

## Historia
På kyrkogården i Skärkind finns en av Sveriges 17 bevarade urnordiska runstenar: Östergötlands runinskrifter 171.
Skärkind har haft en station längs den smalspåriga järnvägen mellan Åtvidaberg och Norsholm, en del av Norsholm-Västervik-Hultsfreds Järnvägar. Banan lades ner 1964 och är uppriven. 

## Samhället
I Skärkind ligger Skärkinds kyrka samt en bygdegård och ett konstgalleri. Sedan 1994 har även Skärkinds scoutkår bedrivit scoutverksamhet på orten. 